# Lasocice (województwo wielkopolskie)
Lasocice – wieś w Polsce, położona w województwie wielkopolskim, w powiecie leszczyńskim, w gminie Święciechowa.
| SIMC    | Nazwa  | Rodzaj     |
| ------- | ------ | ---------- |
| 0376952 | Ogrody | przysiółek |

## Historia
Miejscowość pierwotnie związana była z Wielkopolską. Ma metrykę średniowieczną i istnieje co najmniej od początku XIV wieku. Wymieniona w dokumencie z 1333 jako Lasocycz, Lassocicz, 1342 Lessatindorf, 1371 Lasocicz, 1397 Laszwicz, 1434 Lassoczycze, Lasswycz, 1437 Laszoczicze, 1440 Lassoczicze, 1466 Lasszoczicze, 1482 Laszoczycze, 1537 Lassowicze.
Miejscowość była wsią szlachecką należącą do lokalnej szlachty wielkopolskiej. Byli to Mikołaj Kotwicz, Przecław z Lasocic, Mikołaj Lasocki, i Maciej Lasocki. Na początku XV wieku część wsi należała do Rafała Leszczyńskiego. W latach następnych właścicielami wsi była magnacka rodzina polskiej szlachty Leszczyńskich herbu Wieniawa.
Od 1333 miejscowość była siedzibą własnej parafii. Dokument sądowy wystawiony w 1342 w Szprotawie na Dolnym Śląsku przez Henryka księcia żagańskiego odnotował jako świadka Mikołaja Kotwicza z Lasocic. W 1399jako świadka odnotowano Przecława, który nosił odmiejscowe nazwisko Lasocki pochodzące od nazwy wsi. W 1434 odnotowano we wsi kaplicę podległą parafii w Ogrodach. W 1437 miejscowość należała do powiatu wschowskiego Korony Królestwa Polskiego. W XV wieku dziedzicami w Lasocicach byli bracia Kotwicze. W 1434 Andrzej Kotwicz wraz z bratem, sędzią wschowskim Wincentym toczyli proces z Piotrem Czaldorfem i Szybanem dziedzicami z Ogrodów. W 1437 Andrzej zapisał w testamencie czynsz na swojej części Lasocic położonej w stronę Długiego. W 1496 dziedzicem wsi był marszałek nadworny Rafał Leszczyński. Jego majątek odziedziczyła córka Małgorzata Leszczyńska oraz syn Rafał Leszczyński. W 1482 odnotowano w Lasocicach gródek (łac. fortalicium).
W średniowieczu miejscowość leżała blisko granicy z Dolnym Śląskiem. W 1528 wymieniono ją kiedy wytyczano granice pomiędzy Koroną Królestwa Polskiego a księstwem głogowskim. Z powodu niekorzystnych warunków terenowych podjęto wtedy decyzję, że granice pomiędzy Lesznem, Lasocicami i Rydzyną leżącymi w Koronie, a miejscowościami leżącymi w księstwie: Stropen (obecnie Strupin), Seifersdorf (obecnie Radosław), Crosen (niem. Kraschen, obecnie Chróścina) oraz Heyersdorf (niem. Heinzendorf, obecnie Witoszyce), zostaną wytyczone, kiedy będzie sucho lub gdy przyjdzie mróz
W 1520 podkomorzy kaliski i starosta radziejowski Jan Leszczyński dokonał podziału dóbr z bratem stryjecznym Rafałem Leszczyńskim. Rafałowi przypadło w majątku Leszno, Strzeżewice oraz Lasocice leżące w powiecie wschowskim z dodatkiem 300 grzywien, a także Sienno i Grunowo odstąpione mu przez brata kasztelana lądzkiego Jana.
Wieś odnotowana została w historycznych regestach podatkowych dzięki czemu można odtworzyć panujące w miejscowości stosunki majątkowe i społeczne. W 1531 pobrano podatki od 15 łanów po wiardunku, od karczmy pobrano 6 groszy. W 1535 od 16 łanów oraz od karczmy. W 1563 miał miejsce pobór od 20 łanów, 22 komorników, karczmy oraz 12 rzemieślników. W 1564 wieś miała 15 łanów. W 1566 wieś należała do wdowy pani Leszczyńskiej, która zapłaciła podatki od 19 łanów i 10 prętów, 5 zagrodników, 13 komorników oraz od karczmy. W 1579 odnotowano pobór od 23 łanów, dwóch rzemieślników, 6 komorników z inwentarzem, 7 komorników bez inwentarza, a także od trzech wiatraków, młyna dzierżawionego, oraz trzech owczarzy mających w stadzie 45 owiec.
W wyniku II rozbioru Rzeczypospolitej w 1793, miejscowość przeszła w posiadanie Prus i jak cała Wielkopolska znalazła się w zaborze pruskim w granicach Wielkiego Księstwa Poznańskiego.
W 1920 wieś została podzielona – część podlegała gminie Święciechowa, część gminie Leszno.
W latach 1954–1959 wieś należała i była siedzibą władz gromady Lasocice, po jej zniesieniu w gromadzie Święciechowa. W latach 1975–1998 miejscowość administracyjnie należała do województwa leszczyńskiego.
Obecnie (2014) wieś znajduje się w gminie Święciechowa, powiecie leszczyńskim, województwie wielkopolskim.

## Zabytki
Z 1737 pochodzą zapiski na temat kościoła we wsi, który należał do zboru  kalwińskiego. W 1856 zbudowano linię kolejową we wsi. W 1930 stan kościoła był bardzo zły. W 1929 postanowiono zbudować nowy kościół i zburzono poprzedni. Nowa świątynia została poświęcona 26 października 1930. Po II wojnie światowej kościół został zagarnięty przez katolików i w 1946 został poświęcony na potrzeby kultu katolickiego. Do dzisiaj służy parafii rzymskokatolickiej.

## Gospodarka i Infrastruktura

### Komunikacja
Przez Lasocice przebiega bardzo długa droga z północy na południe, prowadząca dalej do Święciechowy (ok. 3 km). Droga krajowa nr 12 przecina wieś z zachodu na wschód. Prowadzi ona do Leszna (ok. 4 km).
W Lesznie znajduje się najbliższe lotnisko, jednak jest ono wykorzystywane głównie przez szybowce. Większy port lotniczy znajduje się w odległości ok. 70 km - Port lotniczy Poznań-Ławica.
We wsi znajduje się czynna stacja kolejowa na linii kolejowej nr 14 Leszno - Głogów.